# Silici-estany

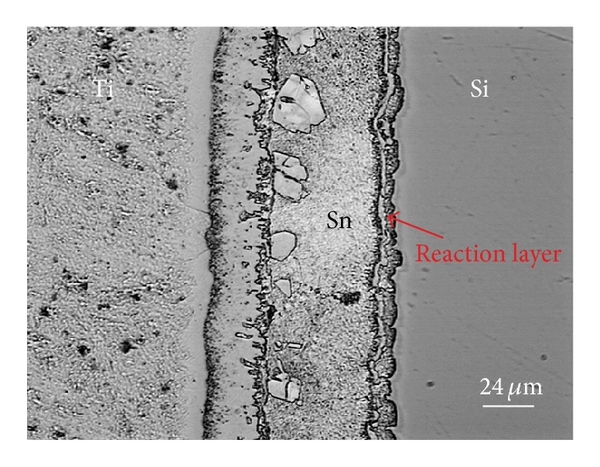
Límit gravat del substrat de Ti/soldadura 100Sn/Si.

Silici-estany o la fórmula química SiSn, és en general un terme utilitzat per a un aliatge de la forma Si(1-x) Snx. La relació molecular de l'estany en silici pot variar segons els mètodes de fabricació o les condicions de dopatge. En general, se sap que SiSn és intrínsecament semiconductor, i fins i tot petites quantitats de dopatge de Sn en silici també es poden utilitzar per crear tensió a la xarxa de silici i alterar les propietats de transport de càrrega.
Diversos treballs teòrics han demostrat que SiSn és semiconductor. Aquests inclouen principalment estudis basats en DFT. Les estructures de bandes obtingudes mitjançant aquests treballs mostren un canvi en la gap de banda de silici amb la inclusió d'estany a la xarxa de silici. Així, com SiGe, SiSn té un interval de banda variable que es pot controlar utilitzant la concentració de Sn com a variable. El 2015, Hussain et al. Es va verificar experimentalment l'ajust de la banda buida associada a la difusió d'estany mitjançant díodes d'unió pn homogenis i abruptes.
SiSn es pot obtenir experimentalment mitjançant diversos enfocaments. Per a petites quantitats de Sn en silici, el procés de Czochralski és ben conegut. La difusió d'estany en silici també s'ha provat àmpliament en el passat. Sn té la mateixa valència i electronegativitat que el silici i es pot trobar a l'estructura cristal·lina cúbica del diamant (α-Sn). Així, el silici i l'estany compleixen tres de les quatre regles de Hume-Rothery per a la solubilitat en estat sòlid. L'únic criteri que no es compleix és el de la diferència de mida atòmica. L'àtom d'estany és substancialment més gran que l'àtom de silici (31,8%). Això redueix la solubilitat en estat sòlid de l'estany en silici.
El 2013 es va mostrar el primer MOSFET (transistor d'efecte de camp de metall-òxid-semiconductor) que utilitzava SiSn com a material de canal. Aquest estudi va demostrar que SiSn es pot utilitzar com a semiconductor per a la fabricació de MOSFET i que pot haver-hi certes aplicacions on l'ús de SiSn en lloc de silici pot ser més avantatjós. En particular, el corrent apagat dels transistors SiSn és molt inferior al dels transistors de silici. Així, els circuits lògics basats en MOSFET SiSn consumeixen una potència estàtica més baixa en comparació amb els circuits basats en silici. Això és avantatjós en els dispositius que funcionen amb bateries (dispositius LSTP), on s'ha de reduir la potència d'espera per augmentar la durada de la bateria.